# Marcel Cadolle
Marcel Cadolle (Parijs, 21 december 1885  - Parijs, 21 augustus 1956) was een Frans wielrenner.
Cadolle vestigde als amateur in 1902 een nieuw werelduurrecord op de baan, zonder gangmaking, van 38,692 km. René Pottier verbeterde het in oktober 1903 tot 40,080 km. Cadolle was ook een tijdlang houder van het werelduurrecord (49,560 km) en het wereldrecord op de 50 kilometer, met gangmaking door tandems.
In 1906 werd hij beroepsrenner. Hij werd dat jaar tweede in Parijs-Roubaix en won Bordeaux-Parijs.  Hij nam ook deel aan de Ronde van Frankrijk; daarin gaf hij op in de elfde rit. Hij was toen derde in het algemeen klassement; hij had in alle ritten tot dan toe bij de eerste acht geëindigd.
In de Ronde van Frankrijk 1907 won hij de vierde rit. Maar in de zevende rit, toen hij op de tweede plaats stond in het algemeen klassement, kwam hij zwaar ten val. De ernstige blessure die hij daarbij aan zijn knie opliep, maakte een vroegtijdig einde aan zijn carrière als wielrenner.

## Belangrijkste resultaten
- 1903
  - Kampioen van Frankrijk bij de amateurs
  - 1e in Parijs-Caen
  - 1e in Circuit des Ardennes (toen nog een eendagswedstrijd)[6]
- 1905
  - 1e in Parijs-Caen
- 1906
  - 1e in Bordeaux-Parijs (592 km in 19 u 26 min 35 s)[7]
  - 2e in Parijs-Roubaix
- 1907
  - 1e in de 4e rit in de Ronde van Frankrijk
  - 4e in Bordeaux-Parijs

## Resultaten in voornaamste wedstrijden
| Jaar | Ronde van Italië | Ronde van Frankrijk | Ronde van Spanje |
| ---- | ---------------- | ------------------- | ---------------- |
| 1906 |                  | opgave              |                  |
| 1907 |                  | opgave (1)          |                  |

| Jaar | Parijs-Roubaix | Bordeaux-Parijs |
| ---- | -------------- | --------------- |
| 1906 | ↑              | ↑               |
| 1907 |                | 4e              |